# Кардинер, Абрам
Абрам Кардинер  (англ. Abram Kardiner; 17 августа 1892, Нью-Йорк — 20 июля 1981, Истон, Коннектикут) — американский антрополог и психоаналитик. Основатель психологической антропологии.

## Жизнь
Абрам Кардинер родился в Нью-Йорке, в Нижнем Ист-Сайде в семье эмигрантов. Закончил Городской колледж Нью-Йорка, затем Корнеллскую медицинскую школу. В 1921—1922 годах был студентом-пациентом Зигмунда Фрейда в Вене. Общение с Фрейдом, Отто Ранком и другими психоаналитиками многому его научило, позже Кардинер рассказал об этом опыте в книге воспоминаний «Мой анализ с Фрейдом» (1977).
Был одним из основателей Нью-Йоркского психоаналитического института в 1930 году и добился назначения директором его образовательных программ известного венгерского психоаналитика Радо Шандора. В 1941 году в институте произошёл раскол, Кардинер покинул его. В 1945 году они вместе с Радо и Девидом Леви основали Университетский центр психоаналитических исследований и подготовки при клинике Колумбийского университета. Кардинер был его директором, а с 1957 года — профессором клинической психиатрии Колумбийского университета. Исследовал проблемы посттравматического стрессового расстройства (т. н. «военный невроз»), социальной адаптации. Пришёл к выводу, что развитие «военного невроза» в значительной мере является результатом дезадаптации участников боевых действий в послевоенных условиях. Его исследования легли в основу современной теории социальной травмы.
Ближайшим коллегой Кардинера был этнопсихолог и антрополог Ральф Линтон (1893—1953).

## Научная деятельность
Абрам Кадинер объединил психоанализ, клиническую психиатрию и культурную антропологию и стал таким образом ключевой фигурой для нескольких научных школ. Его полагают неофрейдистом, однако точнее его подход можно определить как психоаналитическую антропологию (или психологическую антропологию), поскольку он в своей работе широко привлекал материал полевых антропологических исследований. Внёс вклад в формирование школы «культура и личность» (Р. Бенедикт, М. Мид) с концепцией «базовой личности». Его исследования травматического невроза стали основой и для практической клинической работы, и для теоретических разработок. Эта школа, благодаря большому влиянию работ Маргарет Мид, легла в основу сравнительной этнографии детства.
Также Кардинер повлиял своей разработкой проблем адаптации на исследования расовых отношений в США, хотя современные критики указывают на откровенно расистские рассуждения в его анализе «базовой личности» архаичных этносов.

## Основные работы
- Kardiner, Abram. (1939). The individual and his society. New York: Columbia University Press.
- Kardiner, Abram. (1941). The traumatic neuroses of war. New York: Paul B. Hoeber.
- Kardiner, Abram.(1945). The psychological frontiers of society. New York: Columbia University Press.
- Kardiner, Abram; and Spiegel, Herbert. (1947). War, stress and neurotic illness. New York: Paul Hoeber.
- Kardiner, Abram; and Ovesey, Lionel. (1951). The mark of oppression. New York: W.W. Norton.
- Kardiner, Abram; Ovesey, Lionel; and Karush, Aaron. (1959). A methodological study of Freudian theory I—IV. In: Journal of Nervous and Mental Diseases, 129 (1), 11-19; 129 (2), 133—143; 129 (3), 207—221; 129 (4), 341—156.

## О нём
- Lohser, Beate; and Newton, Peter. (1996). Unorthodox Freud: the view from the couch. New York, Guilford Press.
- Manson, William C. (1988). The psychodynamics of culture: Abram Kardiner and neo-Freudian anthropology. New York, Greenwood Press.
- Swerdloff, Bluma. (1981). A tribute to Abram Kardiner, 1891—1981. Bulletin of the American Psychoanalytic Association, 21, 42-44.
- http://www.answers.com/topic/kardiner-abram#ixzz2bdmVOBvv
- http://gnpbu.ru/Dates/2-7/Kardiner/kardiner.html